# Le Mendiant (Gérôme)
Le Mendiant est une sculpture en bronze doré réalisée par l'artiste français Jean-Léon Gérôme vers 1898.

## Histoire
L'oeuvre a été réalisée vers 1898.

## Description
L'oeuvre, d'une hauteur de 49 centimètres, représente l'esclave romain Androclès et le lion qui l'a épargné dans l'arène, après qu'Androclès lui ait retiré une épine de la patte.
Androclès retire une épine de la patte d'un lion. On raconte qu'ayant été livré aux bêtes dans le Grand cirque de Rome pour s'être enfui de chez son maître, proconsul d'Afrique, il fut reconnu et épargné par un lion.
Sur la sculpture, figure l'inscription « Date Obolum Androcli », que l'on peut traduire en français par « Épargnez un centime pour Androclus ».